# Jasonville
Jasonville est une municipalité américaine située dans le comté de Greene en Indiana.

## Géographie
Jasonville est située dans le sud-ouest de l'Indiana, à une cinquantaine de kilomètres au sud-est de Terre Haute. La municipalité s'étend sur 1,31 mille carré (3,39 km2).
À quelques kilomètres à l'ouest de la ville se trouve le parc d'État de Shakamak, qui regroupe trois lacs artificiels et est inscrit au Registre national des lieux historiques. La devise de Jasonville est d'ailleurs « la porte de Shakamak » (en anglais : The Gateway to Shakamak).

## Histoire
Avant l'arrivée des européens, la localité est habitée par les Lenapes. Les Amérindiens quittent la région en 1819, quelques années après la bataille de Tippecanoe. Le site est acheté en 1853 par le commerçant Jason Rogers. Celui-ci fonde la ville en 1858 au côté de William B. Squires. Un bureau de poste ouvre la même année. La ville et le bureau adoptent le nom de Jasonville en l'honneur de Rogers,.
En 1900, Jasonville construit sa première école. C'est également en 1900 que le chemin de fer atteint la ville sur sa route vers l'ouest,. L'arrivée du chemin de fer amène une période de prospérité dans la ville en permettant l'exploitation des mines de charbon locales,. Des puits commencent cependant à tarir dès 1913. En 1950, l'activité a disparu de la région.

## Démographie
Lors du recensement de 2010, la population de Jasonville est de 2 222 habitants. Elle est estimée à 2 138 habitants au 1er juillet 2018. Sa population est davantage blanche et pauvre que celle de l'Indiana et des États-Unis.
Sur la période 2013-2017, la totalité de ses habitants se définissent ainsi comme « blancs » (contre 85,1 % dans l'Indiana et 76,5 % dans le pays). Parmi ceux-ci, 5 % sont hispaniques (contre 7,1 % et 18,3 %).
Toujours selon l'American Community Survey 2013-2017, le revenu par foyer était en moyenne de 32 215 dollars par an à Jasonville, bien inférieur à la moyenne de l'Indiana (52 182 dollars) et à la moyenne nationale (57 652 dollars). Sur cette même période, 19,5 % de ses habitants vivaient sous le seuil de pauvreté (contre 13,1 % dans l'État et 11,8 % à l'échelle des États-Unis, chiffres 2018).